# Gustav H. Wolff

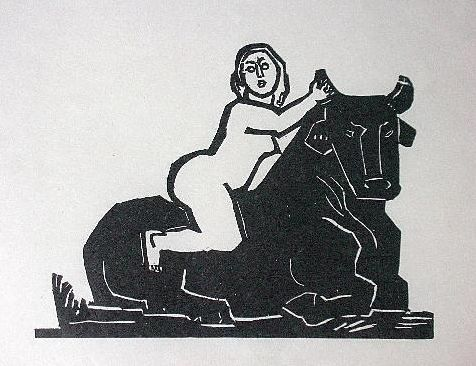
Gustav Heinrich Wolff: Europa. Holzschnitt, 1923

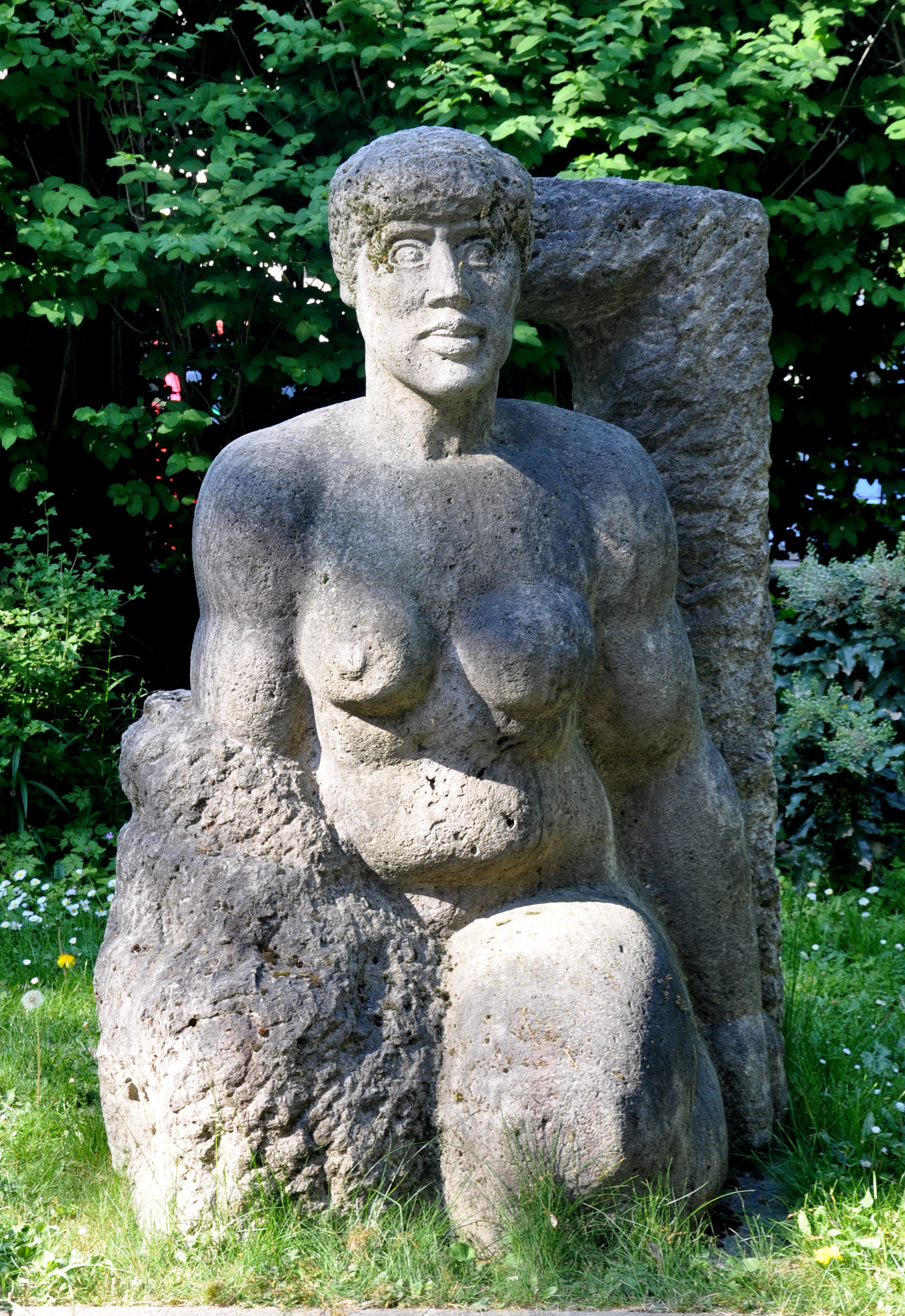
Gustav Heinrich Wolff: Brunnenfigur Narziss, 1928/1929, Skulpturengarten des Städel, Frankfurt am Main

Gustav Heinrich Wolff (* 24. Mai 1886 in Barmen; † 22. März 1934 in Berlin) war ein deutscher Bildhauer, Maler, Grafiker und Kunstschriftsteller.

## Leben und Werk
Von 1900 bis 1905 lebte Wolff in Rom, wo er in der Bildhauerwerkstatt von Arthur Volkmann arbeitete. Ab dem Jahr 1906 unternahm Wolff Studienreisen nach Russland und auf den Balkan. Ab dem Jahr 1908 begann er sich, nun in Paris, der Malerei zu widmen. Im Jahr 1914 brach er wieder zu Studienreisen nach Spanien und Nordafrika auf, jedoch unterbrach der Ausbruch des Ersten Weltkrieges seine weiteren Reisepläne. Gustav H. Wolff wurde von 1916 bis 1918 in Granville bei Cherbourg in Frankreich als Kriegsgefangener interniert.
Nach dem Krieg war Wolff in Berlin als Bildhauer tätig. In Berlin pflegte er eine Freundschaft mit dem Schriftsteller Gottfried Benn. Im Jahr 1919 erlebte er dort die politischen Umbrüche und engagierte sich auch selbst für revolutionäre Veränderungen. Er versuchte, vor allem mit seinen bildhauerischen Arbeiten, größere Bevölkerungskreise und die Arbeiterschaft für Kunst zu begeistern.

In den Jahren 1925 und 1926 schuf Wolff Portalfiguren für ein Kraftwerk in Halle (Saale) und eine „Caritas“-Statue, die für die Taubstummenanstalt in Erfurt bestimmt war. Diese Statue überstand den Bildersturm des Faschismus in Deutschland, weil Schüler der Anstalt sie dort heimlich auf dem Gelände vergruben, die in Halle befinden sich im Hof der Moritzburg. 

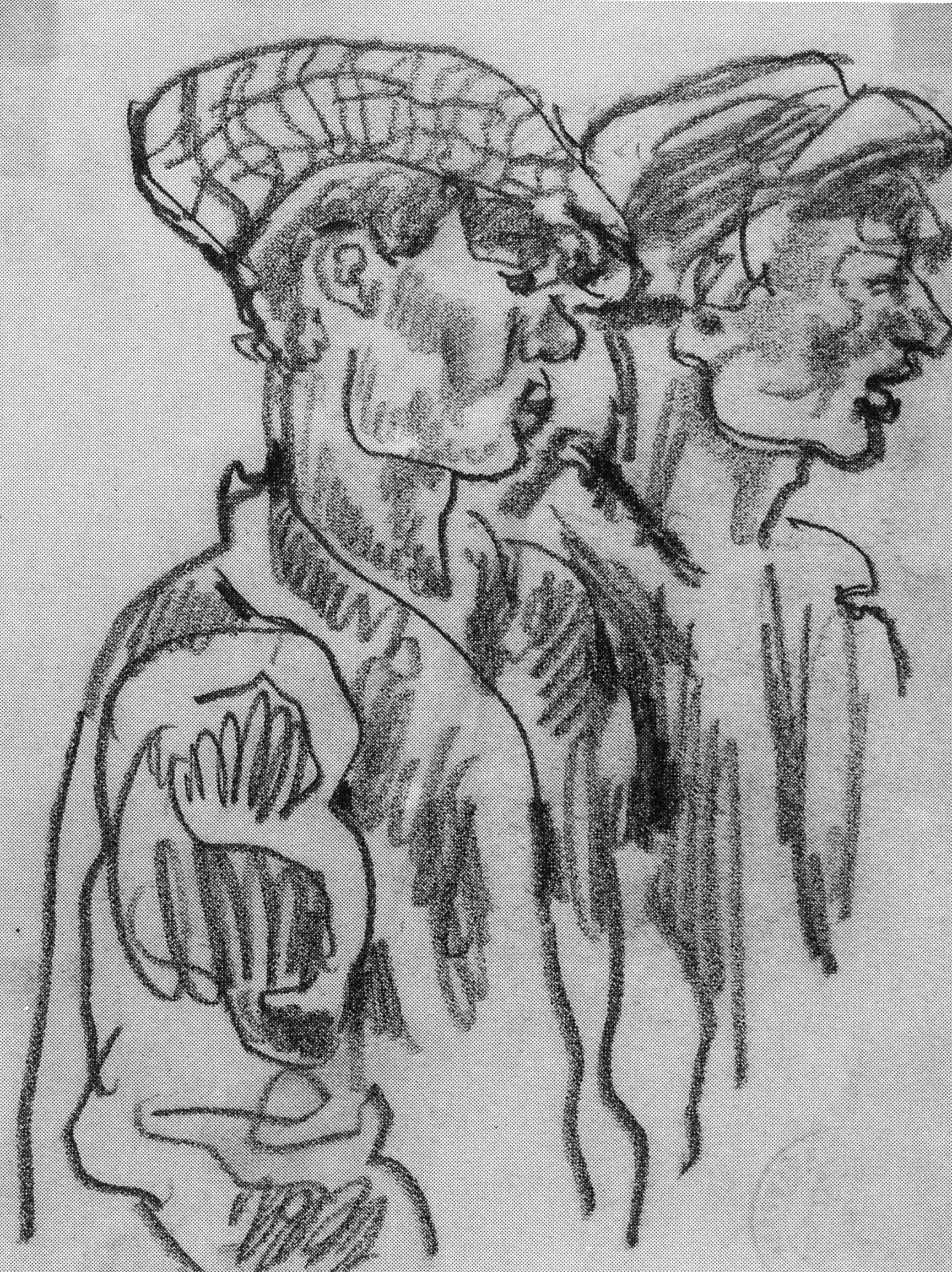
Gustav Heinrich Wolff: Kohlezeichnung 1932–1934

 Er unternahm später weitere Reisen nach Frankreich, Spanien, Marokko, Rumänien und im Jahr 1931 nach London, wo er Henry Moore besuchte. Im Jahr 1931 erhielt er eine Berufung als Leiter der Bildhauerklasse an der Staatlichen Kunstakademie von Leningrad, kehrte aber schon im Jahr 1932 enttäuscht nach Berlin zurück. Er starb dort am 22. März 1934. Seine letzte Ruhestätte befindet sich auf dem Wilmersdorfer Waldfriedhof Stahnsdorf.

## Nachleben
1937 werden siebzehn Figuren aus dem Hamburger Museum für Kunst und Gewerbe als „Entartete Kunst“ entfernt und eine aus dem Essener Museum Folkwang. 1938 wurden drei Werke von ihm auf der Berliner Ausstellung „Entartete Kunst“ gezeigt.
Nach dem Krieg fand die Kunst von Gustav H. Wolff Anerkennung. Seine Werke wurden unter anderem auf der documenta 1 im Jahr 1955 in Kassel ausgestellt.
Im Jahr 2010 wurden in dem bis dahin zugeschütteten Keller des Hauses Königstraße 50 in der Altstadt von Cölln (Berlin-Mitte) bei Vorbereitungsarbeiten für den Neubau der U-Bahn Linie 5 verschiedene Skulpturen im Schutt des Zweiten Weltkriegs entdeckt (Berliner Skulpturenfund). Diese waren offensichtlich nach der Ausstellung „Entartete Kunst“ im Jahre 1938 in diesem Hause verborgen worden. Eines der Bildnisse ist eine Stehende Gewandfigur von Gustav H. Wolff aus dem Jahre 1925.
Nach dem fast vollständigen Verlust durch die Beschlagnahmeaktionen während der Nazizeit befindet sich ein größerer zusammenhängender Bestand an Werken von Gustav Heinrich Wolff im öffentlichen Besitz noch im Museum für Kunst und Gewerbe Hamburg. Der ihm freundschaftlich verbundene damalige Direktor Max Sauerlandt hatte dem in finanzielle Not geratenen Künstler Skulpturen und Druckgrafik abgekauft. Durch spätere gezielte Ankäufe und Schenkungen konnte der Bestand wieder auf einige Hundert Arbeiten anwachsen (Skulpturen, Druckgrafik, Zeichnungen, Skizzenbücher). Im Jahr 1957 wurde ebenda die erste umfassende Ausstellung der bildhauerischen Werke nach Wolffs Tod gezeigt.